# مارک استراندبرگ
مارک استراندبرگ (استونیایی: Marek Strandberg؛ زادهٔ ۲۵ سپتامبر ۱۹۶۵) کاریکاتوریست، مهندس، سیاستمدار و نماینده سابق مجلس اهل استونی است.